# ألان ويتل
ألان ويتل (بالإنجليزية: Alan Whittle) مواليد 10 مارس 1950 في ليفربول، هو لاعب كرة قدم إنجليزي متقاعد لعب كمهاجم أو لاعب وسط مهاجم. لعب ما مجموعه 241 مباراة في الدوري الإنجليزي مع إيفرتون وكريستال بالاس وأورينت وبورنموث، وسجل 46 هدفًا. كما أمضى موسمًا مع نادي برسبوليس الإيراني حيث خاض 34 مباراة وسجل 16 هدفًا.

## المسيرة
خرج ويتل من أكاديمية نادي إيفرتون للشباب وظهر لأول مرة مع الفريق الأول في عام 1967 بعمر 17 عامًا. في غضون خمس سنوات في إيفرتون، لعب ويتل 74 مباراة وسجل 21 هدفًا، لكنه وجد صعوبة في إثبات وجوده في الفريق الأول. أبرز موسم له هناك هو فوزه مع الفريق بدوري الدرجة الأولى في موسم 1969-1970 حيث لعب 15 مباراة وسجل 11 هدفًا.
في ديسمبر 1972، تم بيع ويتل إلى كريستال بالاس مقابل مبلغ كبير في ذلك الوقت قدره 100,000 جنيه إسترليني. قضى ويتل أربع سنوات من في بالاس، لكنه عانى خلال إقامته من الإصابة وسوء اللياقة، مما أدى إلى فقدانه حظوة المدرب مالكوم أليسون. رغم هذا فقط لعب أكثر من مائة مباراة مع النادي وكان من المفضلين لدى الجماهير.
قضى ويتل موسما واحدا في نادي ليتون أورينت حيث سجل ستة أهداف في 50 مباراة مع النادي واحتلال المركز الثاني في الكأس الإنجليزي الإسكتلندي. فاجأ ويتل الكثيرين بقضاء موسم واحد في نادي برسبوليس الإيراني. لعب هناك في موسم 1977-78 حيث تنافس في كأس تخت جمشيد، ولكن بسبب الثورة الإيرانية وانهيار الدوري الوطني لم يكن أمام ويتل من خيار سوى مغادرة إيران. كان ويتل أول لاعب كرة قدم إنجليزي على الإطلاق يلعب في نظام الدوري الإيراني لكرة القدم.
أنهى ويتل مسيرته في إنجلترا مع نادي بورنموث عن عمر 30 عامًا وشارك في تسع مباريات فقط مع النادي. انتقل إلى أستراليا حيث لعب لمدة عام قبل أن ينتقل إلى فريق Gravesend & Northfleet غير المنتمي إلى الدوري في عام 1982.
في عام 1972، تم استدعاؤه من قبل السير ألف رامسي، مدرب المنتخب الإنجليزي؛ لكنه لم يلعب مع المنتخب.
ويتل هو خال توم ديفيس لاعب نادي إفرتون.

## مرحلة الشباب

### أندية لعب لها
- نادي إيفرتون

## المسيرة الاحترافية

### أندية لعب لها
- نادي إيفرتون
- كريستال بالاس
- شيفيلد يونايتد
- نادي برسبوليس
- نادي بورنموث
- إبسفليت يونايتد